# Гинвил (князь полоцкий)
Гинвил — персонаж легендарного сказания о Палемоновичах, включённого в белорусско-литовские летописи. Согласно легенде, Гинвил — князь полоцкий, сын князя Мингайло.

## Краткие сведения
Информация о Гинвиле находится в легендарной части белорусско-литовских летописей, которые являются различными списками и компиляциями Хроники Великого княжества Литовского и Жомойтского. Эта часть летописи представляет собой генеалогическую легенду (легенда о Палемоновичах), созданную в 20-х годах XVI века. В разных списках легенды одно и то же действующее лицо могло называться по-разному. По мнению Н. Н. Улащика, это могло произойти от того, что существовало несколько вариантов легенды, в которых «одно мифическое существо называлось по-разному», что в результате и отразилось в летописях.
Легенда начинается с сообщения как 500 семей римской знати времён императора Нерона во главе с Палемоном морем приплыли к устью Немана, а по Неману добрались до рек Дубисы и Юры. Здесь они поселились, назвав эту землю Жемайтией.
В работах польского хрониста XVI века Матея Стрыйковского «О началах, истоках, достоинствах, делах рыцарских и внутренних славного народа литовского, жмудского и русского, доселе никогда никем не исследованная и не описанная, по вдохновению божьему и опыту собственному» и «Хронике польской, литовской, жмудской и всей Руси» также содержится основанная на летописях легенда о Палемоновичах. Однако местами есть разница: более у «Начал» и менее у «Хроники». По мнению Н. Н. Улащика, в «Началах» Стрыйковский больше фантазировал, а в «Хронике» более следовал летописям, которые тоже были достаточно фантастическими.
Согласно легенде отец Гинвила новогрудский князь Мингайло пошел походом на Полоцк и победив полочан стал также и князем полоцким. Согласно некоторым спискам легенды  сразу после захвата Полоцка его князем стал Гинвил. Он женился на дочери тверского князя и принял христианство по православному обряду и принял имя Борис. У него был сын Глеб и дочь Парасковия. Глеб умер молодым, не оставив потомства. Согласно другим спискам легенды у Мингайло был сын, называвшийся Гинвил, крестившийся по православному обряду после чего стал Борисом. У Бориса был сын Рогволд-Василий, и уже у него были сын Глеб и дочь Парасковия. Согласно же "Кронике" Стрыйковского, Хронике Великого княжества Литовского и Жомойтского и Хронике Быховца христианское имя Гинвила было Георгий, а не Борис   .

## Комментарии
1. ↑  Известны шесть летописей, содержащих легенду — Археологического общества, Красинского, Рачинского, Ольшевская, Румянцевская, Евреиновская, все являющиеся различными редакциями и списками Хроники Великого княжества Литовского и Жомойтского и две хроники — хроника Быховца и Хроника литовская и жмойтская, являющаяся компиляцией XVII века (Улащик, 1985, с. 130)
2. ↑  Летописи Красинского и Евреиновская (Улащик, 1985, с. 142)
3. ↑  Летописи Рачинского, Ольшевская, Румянцевская(Улащик, 1985, с. 142)